# Rezerwat przyrody Dolina Kulawy
Rezerwat przyrody Dolina Kulawy – torfowiskowy rezerwat przyrody w województwie pomorskim. Powołany w celu zachowania kompleksu torfowisk soligenicznych, źródlisk, jezior mezotroficznych oraz leśnych i nieleśnych ekosystemów lądowych z charakterystycznymi dla tych ekosystemów biocenozami. Rezerwat składa się z dwóch części o łącznej powierzchni 154,55 ha (akt powołujący podawał 155,41 ha). W celu dodatkowego zabezpieczenia, wokół rezerwatu istnieje otulina o powierzchni 350,40 ha.

## Lokalizacja
Rezerwat Dolina Kulawy położony jest w gminie Studzienice w powiecie bytowskim oraz w gminie Brusy w powiecie chojnickim (województwo pomorskie) na terenie Zaborskiego Parku Krajobrazowego. Obszar rezerwatu należy do Nadleśnictwa Osusznica (Regionalna Dyrekcja Lasów Państwowych w Szczecinku) oraz Nadleśnictwa Przymuszewo (Regionalna Dyrekcja Lasów Państwowych w Toruniu).

## Turystyka i edukacja
Na terenie rezerwatu wyznaczona została ścieżka przyrodnicza „Dolina rzeki Kulawy”. Na ścieżce biegnącej wzdłuż rzeki Kulawy utworzonych zostało 13 przystanków:
1. Rzeka Kulawa
2. Łęg olchowo-jesionowy
3. Przegląd siedlisk leśnych
4. Łąka
5. Świat zwierząt
6. Stodoła – pomnik przyrody (jedna ze ścian porośnięta rzadkimi porostami)
7. Stanowisko dokumentacyjne (profil glebowy)
8. Most ze spiętrzeniem
9. Rabat brzozowy
10. Wrzosowisko
11. Dolina Mnichów
12. Jeziora (Małe Głuche, Duże Głuche, Szczeczonek)
13. Wykaz roślin rzadkich i ginących objętych ochroną gatunkową występujących w zasięgu ścieżki przyrodniczej

Przez teren rezerwatu przebiega pieszy turystyczny  „Szlak Zaborski”: Brusy – Drzewicz.